# Завод суперфосфату в Удайпурі (APL)
Завод суперфосфату в Удайпурі (APL) – підприємство у штаті Раджастхан, яке належить компанії Arawali Phosphate Limited (APL).
Поблизу Удайпуру діє гірничозбагачувальний комбінат Дхамаркотра, який є єдиним великим індійським виробником фосфоритного концентрату. Використання останнього організували у розташованій за кілька кілометрів індустріальній зоні, де діє кілька заводів з виробництва добрив. Одним з них є підприємство Arawali Phosphate Limited, яке стало до ладу в 2000 році. 
Первісно завод мав продуктивність на рівні 100 тон суперфосфату на добу, проте 2022-му цей показник зріс до 200 тон на добу. В 2004/2005 бюджетному році потужність довели до 300 тон на добу, а також запустили установку грануляції суперфосфату (до того він міг випускатись лише у порошковій формі).
Цільовий продукт отримують обробкою фосфоритного концентрату сульфатною кислотою. Можливо відзначити, що на сході Раджастхану діють кілька цинкоплавильних заводів компанії Hindustan Zinc, які є великими продуцентами цієї сполуки (зокрема, цинковий завод у Дебарі розташований менш ніж за десяток кілометрів від майданчику BIL).